# 9-Octyldocosane
Le 9-octyldocosane est un hydrocarbure de la famille des alcanes de formule brute C30H62. Il est l'isomère du triacontane.